# Łukasz Ogórek
Łukasz Ogórek (ur. 1979 w Piotrkowie Trybunalskim) – polski grafik, fotograf, artysta specjalizujący się w sztuce audiowizualnej i sztuce konceptualnej. Absolwent a także nauczyciel akademicki Akademii Sztuk Pięknych im. Władysława Strzemińskiego w Łodzi.

## Życiorys
W 2003 ukończył Akademię Sztuk Pięknych im. Władysława Strzemińskiego w Łodzi. Studiował w Pracowni Fotografii i Obrazu Video prowadzonej przez Konrada Kuzyszyna. Od 2004 pracuje na macierzystej uczelni, od 2013 natomiast kieruje Pracownią Multimediów. W 2011 obronił na Uniwersytecie Artystycznym w Poznaniu pracę doktorską w dziedzinie sztuki, a od 2019 posiada stopień doktora habilitowanego. Od 2021 jest zatrudniony na stanowisku profesora uczelni ASP w Łodzi. W 2002 uzyskał Stypendium Nottingham Trent University w Wielkiej Brytanii, w 2008 stypendium Radius, Alexandria Contemporary Arts Forum w Egipcie. Zajmuje się głównie sztuką wideo i audio art, tworzy obrazy fotograficzne i instalacje.
Razem z Marcinem Polakiem i Tomaszem Załuskim prowadzi w Łodzi Galerię Czynną.
Swoje prace prezentował w ramach Festiwalu Tansmana (2012), Łódź Biennale (2010) czy Ekologii miejskich (2011-13, wraz z Danielem Koniuszem) oraz w takich miejscach, jak m.in. Muzeum Fabryki w Łodzi, Galeria Manhattan, Pracownia Portretu, Galeria W Y, Galeria Wschodnia.